# Großer Preis von Australien 1985
Der Große Preis von Australien 1985 (offiziell L Mitsubishi Australian Grand Prix) fand am 3. November auf dem Adelaide Street Circuit in Adelaide statt und war das 16. und letzte Rennen der Formel-1-Weltmeisterschaft 1985.

## Berichte

### Hintergrund
Zum ersten Mal wurde ein Großer Preis von Australien als WM-Lauf der Formel 1 ausgetragen. Das Rennen fand auf dem zum damaligen Zeitpunkt neuen Straßenkurs in Adelaide statt.
Die Teams Renault und Ligier, die den Großen Preis von Südafrika zwei Wochen zuvor aus Protest gegen das südafrikanische politische System boykottiert hatten, waren wieder mit am Start. Folgerichtig kehrte Philippe Streiff in sein angestammtes Team Ligier zurück und überließ das Cockpit bei Tyrrell wieder Ivan Capelli.
Niki Lauda bestritt das letzte Rennen in seiner Karriere.

### Training
Aus dem Training resultierte Ayrton Sennas siebte Pole-Position der Saison. Nigel Mansell folgte in der Startaufstellung vor seinem Teamkollegen Keke Rosberg und dem bereits seit mehreren Wochen als neuer Weltmeister feststehenden Alain Prost.

### Rennen
Mansell ging zunächst vor Senna in Führung. Die beiden kollidierten jedoch während der ersten Runde, woraufhin Mansell das Rennen an der Box aufgeben musste. Rosberg führte dadurch vor Senna. Dahinter folgte Michele Alboreto vor Prost, Gerhard Berger und Marc Surer.
Mehrere Fahrer bekamen Probleme mit ihren Reifen und stoppten, um diese wechseln zu lassen. Dadurch kam es auch in der Spitzengruppe zu mehreren Positionswechseln. Da er in der Startaufstellung einen Regelverstoß begangen hatte, wurde Elio de Angelis die schwarze Flagge zur Disqualifikation gezeigt.
In der 18. Runde übernahm Surer den dritten Rang von Prost, verlor die Position jedoch in Runde 25 wieder an den Franzosen. Als dieser jedoch zwei Umläufe später aufgrund eines Motorschadens ausschied, gelangte der Schweizer erneut auf den dritten Platz, bis er in Runde 42 ausschied.
Rosberg und Senna duellierten sich über mehrere Runden um die Spitze. Als Rosberg vorn lag, prallte Senna in dessen Heck und verlor dabei seinen Frontflügel. Er versuchte zunächst, ohne diesen weiterzufahren, um einen zusätzlichen Boxenstopp zu vermeiden. Nach zwei Runden sah er jedoch ein, dass dies kaum möglich war und ließ den Flügel an der Box ersetzen. Er kam als Drittplatzierter hinter Rosberg und Lauda zurück auf die Strecke. In der 50. Runde überholte er den Österreicher. Rosberg legte in der 53. Runde einen weiteren Boxenstopp zum Reifen wechseln ein. Dieser dauerte länger als üblich, sodass er auf den dritten Platz hinter dem neuen Führenden Senna und Lauda zurückfiel.
In der 56. Runde zog Lauda an Senna vorbei an die Spitze. Anstatt seine Rennfahrerkarriere mit einem Sieg zu beenden, schied er jedoch zwei Runden später aufgrund eines leichten Unfalls, der durch einen Bremsdefekt ausgelöst wurde, aus. Als Senna in der 61. Runde aufgrund eines Motorschadens ausschied, übernahm Rosberg endgültig die Führung. Hinter ihm erreichten die beiden Ligier-Piloten Jacques Laffite und Streiff das Siegerpodium. Aufgrund eines Missverständnisses kollidierten die beiden Teamkollegen in der vorletzten Runde, wobei Streiffs Wagen das rechte Vorderrad verlor. Daraufhin fuhr dieser die letzte Runde auf drei Rädern zu Ende. Capelli, Stefan Johansson und Berger erhielten die letzten WM-Punkte der Saison 1985.

## Meldeliste
| Team                           | Nr. | Fahrer             | Chassis          | Motor                         | Reifen |
| ------------------------------ | --- | ------------------ | ---------------- | ----------------------------- | ------ |
| Marlboro McLaren International | 01  | Niki Lauda         | McLaren MP4/2B   | TAG/Porsche TTE PO1 1.5 V6t   | G      |
| Marlboro McLaren International | 02  | Alain Prost        | McLaren MP4/2B   | TAG/Porsche TTE PO1 1.5 V6t   | G      |
| Tyrrell Racing Organisation    | 03  | Martin Brundle     | Tyrrell 014      | Renault EF4B 1.5 V6t          | G      |
| Tyrrell Racing Organisation    | 04  | Ivan Capelli       | Tyrrell 014      | Renault EF4B 1.5 V6t          | G      |
| Canon Williams Honda Team      | 05  | Nigel Mansell      | Williams FW10    | Honda RA163-E 1.5 V6t         | G      |
| Canon Williams Honda Team      | 06  | Keke Rosberg       | Williams FW10    | Honda RA163-E 1.5 V6t         | G      |
| Motor Racing Developments      | 07  | Nelson Piquet      | Brabham BT54     | BMW M12/13 1.5 L4t            | P      |
| Motor Racing Developments      | 08  | Marc Surer         | Brabham BT54     | BMW M12/13 1.5 L4t            | P      |
| John Player Special Team Lotus | 11  | Elio de Angelis    | Lotus 97T        | Renault EF4 1.5 V6t           | G      |
| John Player Special Team Lotus | 12  | Ayrton Senna       | Lotus 97T        | Renault EF4 1.5 V6t           | G      |
| Équipe Renault Elf             | 15  | Patrick Tambay     | Renault RE60B    | Renault EF15 1.5 V6t          | G      |
| Équipe Renault Elf             | 16  | Derek Warwick      | Renault RE60B    | Renault EF15 1.5 V6t          | G      |
| Barclay Arrows BMW             | 17  | Gerhard Berger     | Arrows A8        | BMW M12/13 1.5 L4t            | G      |
| Barclay Arrows BMW             | 18  | Thierry Boutsen    | Arrows A8        | BMW M12/13 1.5 L4t            | G      |
| Toleman Group Motorsport       | 19  | Teo Fabi           | Toleman TG185    | Hart 415T 1.5 L4t             | P      |
| Toleman Group Motorsport       | 20  | Piercarlo Ghinzani | Toleman TG185    | Hart 415T 1.5 L4t             | P      |
| Benetton Team Alfa Romeo       | 22  | Riccardo Patrese   | Alfa Romeo 184TB | Alfa Romeo 890T 1.5 V8t       | G      |
| Benetton Team Alfa Romeo       | 23  | Eddie Cheever      | Alfa Romeo 184TB | Alfa Romeo 890T 1.5 V8t       | G      |
| Osella Squadra Corse           | 24  | Huub Rothengatter  | Osella FA1G      | Alfa Romeo 890T 1.5 V8t       | P      |
| Équipe Ligier                  | 25  | Philippe Streiff   | Ligier JS25      | Renault EF4B 1.5 V6t          | P      |
| Équipe Ligier                  | 26  | Jacques Laffite    | Ligier JS25      | Renault EF4B 1.5 V6t          | P      |
| Scuderia Ferrari SpA SEFAC     | 27  | Michele Alboreto   | Ferrari 156/85   | Ferrari 031 1.5 V6t           | G      |
| Scuderia Ferrari SpA SEFAC     | 28  | Stefan Johansson   | Ferrari 156/85   | Ferrari 031 1.5 V6t           | G      |
| Minardi F1 Team                | 29  | Pierluigi Martini  | Minardi M185     | Motori Moderni 615-90 1.5 V6t | P      |
| Team Haas (USA) Ltd            | 33  | Alan Jones         | Lola THL1        | Hart 415T 1.5 L4t             | G      |

## Klassifikationen

### Qualifying
| Pos. | Fahrer             | Konstrukteur           | Qualifikationstraining 1 | Qualifikationstraining 1 | Qualifikationstraining 2 | Qualifikationstraining 2 | Start |
| Pos. | Fahrer             | Konstrukteur           | Zeit                     | Ø-Geschwindigkeit        | Zeit                     | Ø-Geschwindigkeit        | Start |
| ---- | ------------------ | ---------------------- | ------------------------ | ------------------------ | ------------------------ | ------------------------ | ----- |
| 01   | Ayrton Senna       | Lotus-Renault          | 1:22,403                 | 165,140 km/h             | 1:19,843                 | 170,434 km/h             | 01    |
| 02   | Nigel Mansell      | Williams-Honda         | 1:22,564                 | 164,818 km/h             | 1:20,537                 | 168,966 km/h             | 02    |
| 03   | Keke Rosberg       | Williams-Honda         | 1:22,402                 | 165,142 km/h             | 1:21,887                 | 166,180 km/h             | 03    |
| 04   | Alain Prost        | McLaren-TAG-Porsche    | 1:23,943                 | 162,110 km/h             | 1:21,889                 | 166,176 km/h             | 04    |
| 05   | Michele Alboreto   | Ferrari                | 1:24,666                 | 160,726 km/h             | 1:22,337                 | 165,272 km/h             | 05    |
| 06   | Marc Surer         | Brabham-BMW            | 1:24,404                 | 161,225 km/h             | 1:22,561                 | 164,824 km/h             | 06    |
| 07   | Gerhard Berger     | Arrows-BMW             | 1:25,362                 | 159,415 km/h             | 1:22,592                 | 164,762 km/h             | 07    |
| 08   | Patrick Tambay     | Renault                | 1:25,173                 | 159,769 km/h             | 1:22,683                 | 164,580 km/h             | 08    |
| 09   | Nelson Piquet      | Brabham-BMW            | 1:23,018                 | 163,916 km/h             | 1:22,718                 | 164,511 km/h             | 09    |
| 10   | Elio de Angelis    | Lotus-Renault          | 1:24,543                 | 160,960 km/h             | 1:23,077                 | 163,800 km/h             | 10    |
| 11   | Thierry Boutsen    | Arrows-BMW             | 1:23,960                 | 162,077 km/h             | 1:23,196                 | 163,566 km/h             | 11    |
| 12   | Derek Warwick      | Renault                | 1:24,372                 | 161,286 km/h             | 1:23,426                 | 163,115 km/h             | 12    |
| 13   | Eddie Cheever      | Alfa Romeo             | 1:23,597                 | 162,781 km/h             | 1:24,295                 | 161,433 km/h             | 13    |
| 14   | Riccardo Patrese   | Alfa Romeo             | 1:23,758                 | 162,468 km/h             | 1:24,128                 | 161,754 km/h             | 14    |
| 15   | Stefan Johansson   | Ferrari                | 1:24,732                 | 160,600 km/h             | 1:23,902                 | 162,189 km/h             | 15    |
| 16   | Niki Lauda         | McLaren-TAG-Porsche    | 1:24,691                 | 160,678 km/h             | 1:23,941                 | 162,114 km/h             | 16    |
| 17   | Martin Brundle     | Tyrrell-Renault        | 1:25,646                 | 158,887 km/h             | 1:24,241                 | 161,537 km/h             | 17    |
| 18   | Philippe Streiff   | Ligier-Renault         | 1:26,618                 | 157,104 km/h             | 1:24,286                 | 161,450 km/h             | 18    |
| 19   | Alan Jones         | Lola-Hart              | 1:25,780                 | 158,638 km/h             | 1:24,369                 | 161,291 km/h             | 19    |
| 20   | Jacques Laffite    | Ligier-Renault         | 1:26,972                 | 156,464 km/h             | 1:24,830                 | 160,415 km/h             | 20    |
| 21   | Piercarlo Ghinzani | Toleman-Hart           | 1:25,021                 | 160,055 km/h             | 1:26,630                 | 157,082 km/h             | 21    |
| 22   | Ivan Capelli       | Tyrrell-Renault        | 1:27,120                 | 156,198 km/h             | keine Zeit               | –                        | 22    |
| 23   | Pierluigi Martini  | Minardi-Motori Moderni | 1:27,196                 | 156,062 km/h             | 1:27,402                 | 155,694 km/h             | 23    |
| 24   | Teo Fabi           | Toleman-Hart           | 1:28,261                 | 154,179 km/h             | 1:28,110                 | 154,443 km/h             | 24    |
| 25   | Huub Rothengatter  | Osella-Alfa Romeo      | 1:30,319                 | 150,666 km/h             | keine Zeit               | –                        | 25    |

### Rennen
| Pos. | Fahrer             | Konstrukteur           | Runden | Stopps | Zeit        | Start | Schnellste Runde |
| ---- | ------------------ | ---------------------- | ------ | ------ | ----------- | ----- | ---------------- |
| 01   | Keke Rosberg       | Williams-Honda         | 82     | 3      | 2:00:40,473 | 03    | 1:23,758 (57.)   |
| 02   | Jacques Laffite    | Ligier-Renault         | 82     | 1      | + 46,130    | 20    | 1:25,469 (41.)   |
| 03   | Philippe Streiff   | Ligier-Renault         | 82     | 1      | + 1:28,536  | 18    | 1:25,032 (62.)   |
| 04   | Ivan Capelli       | Tyrrell-Renault        | 81     | 0      | + 1 Runde   | 22    | 1:26,497 (47.)   |
| 05   | Stefan Johansson   | Ferrari                | 81     | 2      | + 1 Runde   | 15    | 1:24,337 (74.)   |
| 06   | Gerhard Berger     | Arrows-BMW             | 81     | 3      | + 1 Runde   | 07    | 1:26,216 (74.)   |
| 07   | Huub Rothengatter  | Osella-Alfa Romeo      | 78     | 1      | + 4 Runden  | 25    | 1:28,942 (52.)   |
| 08   | Pierluigi Martini  | Minardi-Motori Moderni | 78     | 1      | + 4 Runden  | 23    | 1:28,366 (52.)   |
| –    | Ayrton Senna       | Lotus-Renault          | 62     | 1      | DNF         | 01    | 1:24,140 (37.)   |
| –    | Michele Alboreto   | Ferrari                | 61     | 1      | DNF         | 05    | 1:24,642 (57.)   |
| –    | Niki Lauda         | McLaren-TAG-Porsche    | 57     | 0      | DNF         | 16    | 1:24,498 (54.)   |
| –    | Derek Warwick      | Renault                | 57     | 1      | DNF         | 12    | 1:26,313 (56.)   |
| –    | Martin Brundle     | Tyrrell-Renault        | 49     | 1      | NC          | 17    | 1:27,223 (25.)   |
| –    | Marc Surer         | Brabham-BMW            | 42     | 0      | DNF         | 06    | 1:25,751 (24.)   |
| –    | Riccardo Patrese   | Alfa Romeo             | 42     | 1      | DNF         | 14    | 1:28,675 (08.)   |
| –    | Teo Fabi           | Toleman-Hart           | 41     | 1      | DNF         | 24    | 1:28,535 (30.)   |
| –    | Thierry Boutsen    | Arrows-BMW             | 37     | 2      | DNF         | 11    | 1:26,668 (14.)   |
| –    | Piercarlo Ghinzani | Toleman-Hart           | 28     | 3      | DNF         | 21    | 1:28,809 (06.)   |
| –    | Alain Prost        | McLaren-TAG-Porsche    | 26     | 0      | DNF         | 04    | 1:25,388 (26.)   |
| –    | Patrick Tambay     | Renault                | 20     | 1      | DNF         | 08    | 1:26,819 (20.)   |
| –    | Alan Jones         | Lola-Hart              | 20     | 0      | DNF         | 19    | 1:27,504 (06.)   |
| –    | Nelson Piquet      | Brabham-BMW            | 14     | 0      | DNF         | 09    | 1:27,155 (08.)   |
| –    | Eddie Cheever      | Alfa Romeo             | 5      | 0      | DNF         | 13    | 1:27,744 (05.)   |
| –    | Nigel Mansell      | Williams-Honda         | 1      | 0      | DNF         | 02    | 2:23,614 (01.)   |
| DSQ  | Elio de Angelis    | Lotus-Renault          | 19     | 0      | –           | 10    | 1:26,913 (08.)   |

## WM-Stände nach dem Rennen
Die ersten sechs des Rennens bekamen 9, 6, 4, 3, 2 bzw. 1 Punkt(e). Streichresultate sind in Klammern gesetzt. In der Fahrerwertung wurden die besten elf Resultate, in der Konstrukteurswertung alle Resultate gewertet.

### Fahrerwertung
| Pos. | Fahrer            | Konstrukteur                     | Punkte  |
| ---- | ----------------- | -------------------------------- | ------- |
| 01   | Alain Prost       | McLaren-TAG-Porsche              | 73 (76) |
| 02   | Michele Alboreto  | Ferrari                          | 53      |
| 03   | Keke Rosberg      | Williams-Honda                   | 40      |
| 04   | Ayrton Senna      | Lotus-Renault                    | 38      |
| 05   | Elio de Angelis   | Lotus-Renault                    | 33      |
| 06   | Nigel Mansell     | Williams-Honda                   | 31      |
| 07   | Stefan Johansson  | Ferrari / Tyrrell-Ford           | 26      |
| 08   | Nelson Piquet     | Brabham-BMW                      | 21      |
| 09   | Jacques Laffite   | Ligier-Renault                   | 16      |
| 10   | Niki Lauda        | McLaren-TAG-Porsche              | 14      |
| 11   | Patrick Tambay    | Renault                          | 11      |
| 12   | Thierry Boutsen   | Arrows-BMW                       | 11      |
| 13   | Marc Surer        | Brabham-BMW                      | 5       |
| 14   | Derek Warwick     | Renault                          | 5       |
| 15   | Stefan Bellof †   | Tyrrell-Ford                     | 4       |
| 16   | Philippe Streiff  | Ligier-Renault / Tyrrell-Renault | 4       |
| 17   | René Arnoux       | Ferrari                          | 3       |
| 18   | Andrea de Cesaris | Ligier-Renault                   | 3       |

| Pos. | Fahrer               | Konstrukteur                     | Punkte |
| ---- | -------------------- | -------------------------------- | ------ |
| 19   | Gerhard Berger       | Arrows-BMW                       | 3      |
| 20   | Ivan Capelli         | Tyrrell-Renault                  | 3      |
| 21   | Martin Brundle       | Tyrrell-Ford                     | 0      |
| 22   | Huub Rothengatter    | Osella-Alfa Romeo                | 0      |
| 23   | John Watson          | McLaren-TAG-Porsche              | 0      |
| 24   | Pierluigi Martini    | Minardi-Ford                     | 0      |
| 25   | Riccardo Patrese     | Alfa Romeo                       | 0      |
| 26   | Eddie Cheever        | Alfa Romeo                       | 0      |
| 27   | Piercarlo Ghinzani   | Osella-Alfa Romeo / Toleman-Hart | 0      |
| 28   | Philippe Alliot      | RAM-Hart                         | 0      |
| 29   | Jonathan Palmer      | Zakspeed                         | 0      |
| 30   | Manfred Winkelhock † | RAM-Hart                         | 0      |
| 31   | Teo Fabi             | Toleman-Hart                     | 0      |
| –    | François Hesnault    | Brabham-BMW / Renault            | 0      |
| –    | Mauro Baldi          | Spirit-Hart                      | 0      |
| –    | Kenny Acheson        | RAM-Hart                         | 0      |
| –    | Alan Jones           | Lola-Hart                        | 0      |
| –    | Christian Danner     | Zakspeed                         | 0      |

### Konstrukteurswertung
| Pos. | Konstrukteur        | Punkte |
| ---- | ------------------- | ------ |
| 01   | McLaren-TAG-Porsche | 90     |
| 02   | Ferrari             | 80     |
| 03   | Lotus-Renault       | 71     |
| 04   | Williams-Honda      | 62     |
| 05   | Brabham-BMW         | 26     |
| 06   | Renault             | 16     |
| 07   | Arrows-BMW          | 13     |
| 08   | Ligier-Renault      | 13     |
| 09   | Tyrrell-Ford        | 4      |

| Pos. | Konstrukteur      | Punkte |
| ---- | ----------------- | ------ |
| 10   | Osella-Alfa Romeo | 0      |
| 11   | Minardi-Ford      | 0      |
| 12   | Alfa Romeo        | 0      |
| 13   | Toleman-Hart      | 0      |
| 14   | RAM-Hart          | 0      |
| 15   | Zakspeed          | 0      |
| –    | Spirit-Hart       | 0      |
| –    | Lola-Hart         | 0      |